# 中部德語
中部德語（德語：Mitteldeutsch）是高地德語中的一個方言群。中部德語內部可以再分為西中部德語和東中部德語兩個集團。西中部德語主要通行於萊茵河中游和摩澤爾河流域，東中部德語則主要通行在易北河上游和圖林根等地區。